# Schelpkokerworm
De schelpkokerworm (Lanice conchilega) is een borstelworm uit de familie Terebellidae. De worm leeft in de noordoostelijke Atlantische Oceaan bij voorkeur in gebieden met een sterke stroming.

## Beschrijving
De schelpkokerworm wordt ongeveer 30 cm lang en heeft tot 300 segmenten. De worm zit in een koker die gebouwd is van grof zand en stukjes schelp. Het 5 mm brede kokertje steekt ongeveer 5 cm boven de bodem uit.
Uit de koker steken de tentakels voor het vangen van het voedsel. De worm eet eencellige diertjes zoals algen en dood organisch materiaal (detritus). 

## Verspreiding
De schelpkokerworm komt vooral voor in de noordoostelijke Atlantische Oceaan, van de poolzee tot in de Middellandse Zee, de Perzische Golf en de Grote Oceaan. De soort is bijna overal in de gematigde zones te vinden. De worm komt voor in zand- en kleibodems en tussen stenen en rotsen in getijdegebieden. Een belangrijke vijand van de schelpkokerworm zijn demersale vissen.